# Ekraveien Station
Ekraveien Station (Ekraveien stasjon) er en metrostation på Røabanen på T-banen i Oslo. Stationen blev åbnet 22. december 1948. Midt i 1990’erne blev den ombygget til metrostandard og genåbnet 18. maj 1995. 
På dette sted slynger banen sig gennem landskabet, så de to perroner på hver side af sporene ligger i kurver. Perronerne ligger forskudt i forhold til hinanden, idet de begge støder op til en viadukt under banen. Stationen er en af de mindste på Røabanen.